# Mark Robinson
Mark Keith Robinson (Greensboro, Carolina del Norte, 8 de agosto de 1968) es un político conservador estadounidense. Miembro del Partido Republicano, de 2021 a 2025 se desempeñó como vicegobernador de Carolina del Norte, siendo el primer afroamericano en ocupar dicho cargo.

## Primeros años
Robinson nació en Greensboro, Carolina del Norte, siendo el noveno de diez hijos de una humilde familia. «Aprendí que las tres cosas más importantes en la vida son la fe, la familia y la unión… Debido a que teníamos esas tres cosas, pudimos sobrevivir». Entre 1985 y 1989, sirvió en la Reserva del Ejército de los Estados Unidos.  Robinson trabajaba en una fábrica de muebles y había comenzado a estudiar historia en la Universidad de Carolina del Norte en Greensboro.
En abril de 2018, Robinson asistió a una reunión del Concejo Municipal de Greensboro, donde debatieron si cancelar o no una exhibición de armas a raíz del Tiroteo en la escuela secundaria Stoneman Douglas de Parkland. Robinson habló a favor del derecho a portar armas, y el video de su discurso se hizo viral. Fue invitado a hablar en la convención anual de la Asociación Nacional del Rifle ese año.

## Campaña 2020 y elección
Robinson se postuló en las elecciones de 2020 para vicegobernador de Carolina del Norte. Ganó la nominación republicana, superando el umbral del 30% para evitar una segunda vuelta en las primarias, derrotando al senador estatal Andy Wells, al superintendente de Instrucción Pública Mark Johnson, a la excongresista Renee Ellmers y al exrepresentante estatal Scott Stone.
Derrotó a la candidata demócrata Yvonne Lewis Holley en las elecciones generales del 3 de noviembre de 2020. Robinson se convertiría en el primer vicegobernador afroamericano de Carolina del Norte, prestando juramento en el cargo el 9 de enero de 2021.

## Ideología y controversias
Robinson se opone al aborto, rechaza la opinión científica sobre el cambio climático y no apoya la legalización de la marihuana recreativa.
En su cuenta de Facebook, Robinson realizó publicaciones que desprecian a las personas transgénero, a los musulmanes, a Barack Obama y a los afroamericanos que apoyan a los demócratas, entre otros.
Robinson acusó a las personas que «apoyan este engaño masivo llamado ‘transgénero’» de buscar «glorificar a Satanás»; afirmó que la película Black Panther fue «creada por un judío agnóstico y filmada por un marxista satánico solo para sacar los shekels de sus bolsillos Schvartze»; calificó al expresidente Obama de «un ateo antiestadounidense sin valor»; y llamó a Michelle Obama ‘hombre’. Después de la Masacre de la discoteca Pulse de Orlando de 2016, Robinson escribió: «la homosexualidad todavía es un pecado abominable y no me uniré a celebrar el orgullo gay». En 2020, Robinson afirmó que el coronavirus era una conspiración globalista para derrotar a Donald Trump, y descartó la amenaza de la pandemia, escribiendo: «La pandemia que se avecina que más me preocupa es el socialismo».

## Resultados electorales

### Vicegobernador de Carolina del Norte
| Año  |         | Partido | Etapa     | Votos            | Porcentaje | Resultado | Ref. |
| ---- | ------- | ------- | --------- | ---------------- | ---------- | --------- | ---- |
| 2020 | R       | General | 2,800,655 | \| \| 51.63 % \| | Electo     | [ 12 ]    |      |
|      | 51.63 % |         |           |                  |            |           |      |

### Gobernador de Carolina del Norte
|  | 64.83 % |

|  | 40.09 % |